# Philicus griseipennis
Philicus griseipennis är en skalbaggsart som beskrevs av Stefan von Breuning 1948. Philicus griseipennis ingår i släktet Philicus och familjen långhorningar.
Artens utbredningsområde är Sulawesi. Inga underarter finns listade i Catalogue of Life.